# Yes for Wales

Bandera de Gal·les

Sí per Gal·les! (Gal·lès: Ie dros Gymru) és el nom que s'utilitza per referir-se a dos grups separats de partits pro-devolució que es van formar abans dels referèndums del 1997 i 2011 celebrats a Gal·les.

## Campanya del 1997

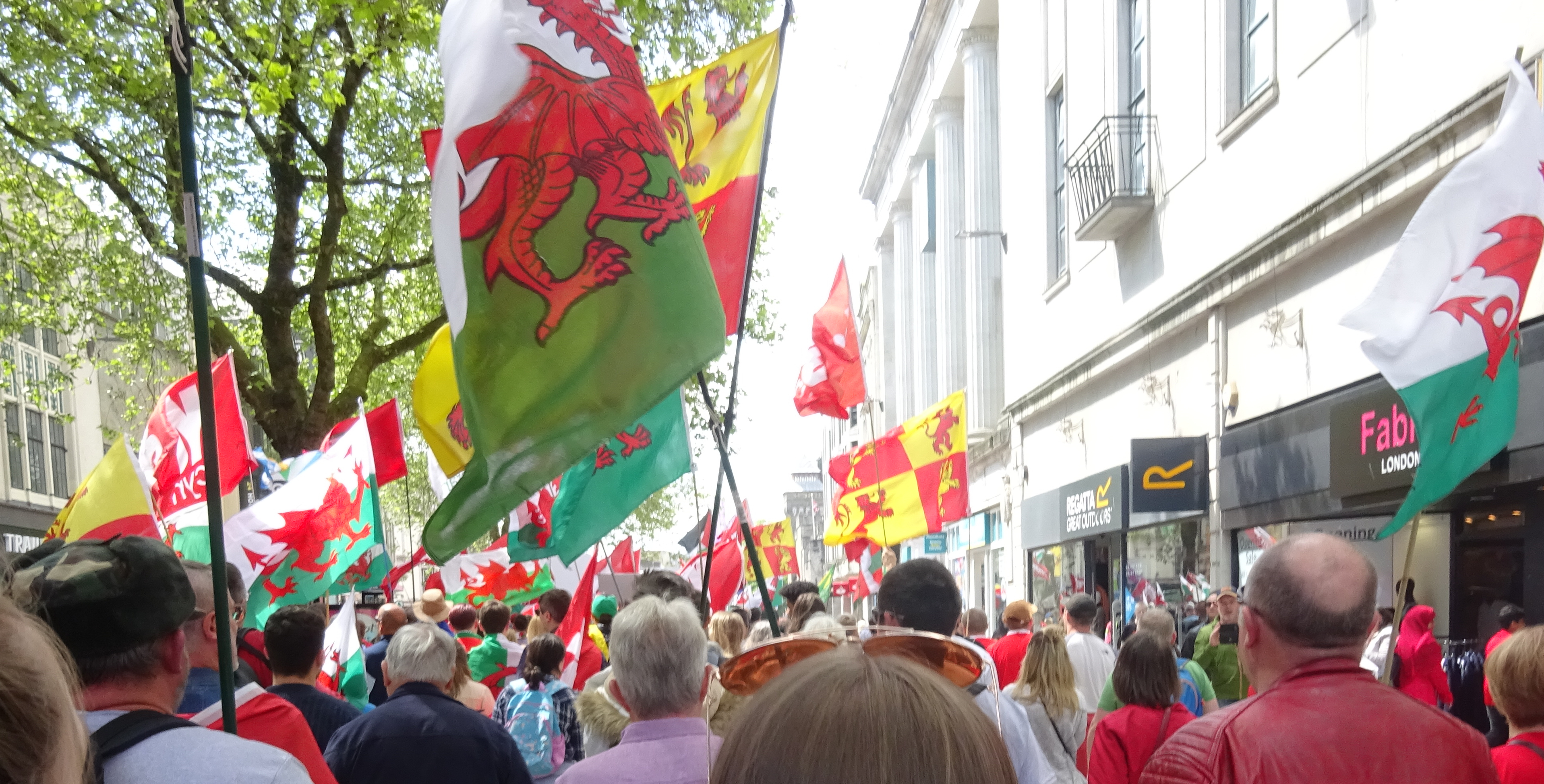
Marxa per la independència de Gal·les organitzada per AUOB Cymru (All Under One Banner, Gal·les), Undod, Welsh Football Fans For Independence, Labor for an Independent Wales i Yes is More. Al voltant de 3.000 persones de tots els partits polítics es van concentrar davant de l'Ajuntament (Centre Cívic), Cardiff, i després van marxar cap al centre de la ciutat, 11 de maig de 2019.

Sí per a Gal·les també va ser el nom del grup multipartidista pro-devolució llançat el 10 de febrer de 1997 per coordinar la campanya per a un vot "Sí" en el referèndum de devolució de Gal·les de 1997 per crear una Assemblea Nacional per a Gal·les. Va comptar amb el suport del Partit Laborista Gal·lès, els Liberal Demòcrates Gal·lesos i Plaid Cymru. Durant la campanya de 1997, els conservadors gal·lesos es van oposar a la crida a la devolució.
L'organització Yes for Wales va posar un gran èmfasi en la participació de la base en la campanya i va establir sucursals locals a tot Gal·les. També va aconseguir reunir militants i polítics amb antecedents polítics molt diferents.
La campanya pro-devolució es va lluitar contra una oposició ferotge tant del Partit Conservador com d'elements del Partit Laborista. Tot i que l'Assemblea ha guanyat una acceptació creixent d'ambdues parts, aquestes tensions encara existeixen.
El Sí per Gal·les! La campanya va ser presidida per Kevin Morgan, professor de la Universitat de Cardiff. L'organitzador nacional de la campanya va ser Daran Hill.
Durant la campanya per a una Assemblea Gal·lesa, la princesa Diana va morir en un accident de cotxe a París, França. La campanya s'havia suspès temporalment, i es preguntava quin efecte tindria la mort de la princesa de Gal·les en el referèndum. Molts comentaristes estaven preocupats perquè la mort de la princesa i el focus en la família reial distreu l'atenció del debat sobre la devolució i afectés la participació dels votants.

## Campanya del 2011
El grup de 2011 es va crear el 4 de gener de 2011  i va coordinar l'èxit de la campanya per a un vot "Sí" en el referèndum de devolució de Gal·les de 2011 per ampliar els poders legislatius de l'Assemblea Nacional de Gal·les.
El grup estava presidit per Roger Lewis, el cap executiu del grup de la Unió de Rugbi de Gal·les, per recomanació del Primer Ministre i Viceprimer Ministre de Gal·les - Carwyn Jones i Ieuan Wyn Jones. Lewis no era membre de cap partit polític, però haver tornat a Gal·les després d'una sèrie de llocs de treball superiors a la indústria de la música va aportar credibilitat al sector privat així com una reputació d'apassionat per Gal·les.
La campanya va comptar amb el suport dels dos partits del govern de coalició One Wales a l'Assemblea: el Partit Laborista de Gal·les i Plaid Cymru, així com els Demòcrates Liberals i el Partit Verd de Gal·les. Tot i que el Partit Conservador Gal·lès era oficialment neutral, tots els diputats conservadors de l'Assemblea van donar suport a un vot del Sí i el grup del partit estava representat al Comitè de Direcció del Sí a Gal·les. La campanya també va comptar amb el suport dels altres participants autoritzats reconeguts per la Comissió Electoral: Cymru Yfory, Wales TUC i Unison.
La campanya del Sí va ser supervisada per un comitè de direcció presidit per Leighton Andrews, el Laborista AM de Rhondda i ministre d'Educació gal·lès. El dia a dia va ser organitzat per un petit equip de voluntaris encapçalats pel director de campanya Daran Hill, l'antiga assessora especial del treball Cathy Owens i l'exeditor polític d'ITV Wales Lee Waters.
La campanya va crear més de 30 grups locals a tot Gal·les i, en un període de dos mesos de gener a març de 2011, va aconseguir imprimir i distribuir 1,5 milions de fulletons.